# Jonas (film)
Jonas je francouzský hraný film z roku 2018, který režíroval Christophe Charrier podle vlastního scénáře. Snímek měl světovou premiéru na filmovém festivalu televizních filmů v La Rochelle 23. září 2018 a 23. listopadu 2018 byl odvysílán na kanálu ARTE ve Francii a Německu.

## Děj
Ve filmu se prolínají dvě časové roviny vzdálené od sebe osmnáct let. V roce 1997 je Jonas plachý patnáctiletý školák, který se seznámil s novým spolužákem Nathanem a zamiloval se do něj. V roce 2015 Jonas pracuje v Toulonu v nemocnici jako pomocník. Jeho život je vyplněný večírky, náhodnými známostmi a rvačkami. Jednoho dne se rozhodne vyhledat Nathanovu rodinu, aby se vypořádal s traumatem z dětství.

## Obsazení
| Félix Maritaud   | Jonas (dospělý)        |
| Nicolas Bauwens  | Jonas (dospívající)    |
| Tommy-Lee Baïk   | Nathan                 |
| Aure Atika       | Nathanova matka        |
| Marie Denarnaud  | Jonasova matka         |
| Pierre Cartonnet | Jonasův otec           |
| Ilian Bergala    | Léonard                |
| Ingrid Granziani | Caroline (dospělá)     |
| Édith Saulnier   | Caroline (dospívající) |
| David Baiot      | Samuel                 |